# امپراتور گو-کاشیوابارا
امپراتور گو-کاشیوابارا (به ژاپنی: 後柏原天皇 Go-Kashiwabara-tennō)؛ (تولد ۱۹ نوامبر ۱۴۶۲–مرگ ۱۸ مه ۱۵۲۶) طبق ترتیب سنتی جانشینی، صد و چهارمین امپراتور ژاپن بود. او از دوره موروماچی سلطنت کرد. نام شخصی او کاتسوهیتو (勝仁) بود. سلطنت او نشانگر پاسو قدرت امپراتوری در طول شوگون‌سالاری آشیکاگا بود.